# Pustodol Začretski
Pustodol Začretski is een plaats in de gemeente Sveti Križ Začretje in de Kroatische provincie Krapina-Zagorje. De plaats telt 280 inwoners (2001).